# Waking Up in Vegas
 (avril 2010).
Si vous disposez d'ouvrages ou d'articles de référence ou si vous connaissez des sites web de qualité traitant du thème abordé ici, merci de compléter l'article en donnant les références utiles à sa vérifiabilité et en les liant à la section « Notes et références ».
Singles de Katy Perry
Thinking of You
(2009) Starstrukk (feat. 3OH!3)
(2009)
Pistes de One of the Boys
I Kissed a Girl Thinking of You
Waking Up in Vegas est le 4e single officiel de l'album One of the Boys de Katy Perry. La chanson a été écrit par Katy Perry, Desmond Child et Andreas Carlsson, et produite par Greg Wells. Le morceau, au son joyeux et entraînant, évoque les fêtes et les prises de décisions insensées à Las Vegas. « Waking Up in Vegas » est un morceau pop rock sur un couple de mineurs qui se saoulent et dépensent leur argent à Las Vegas, rendant hommage à l'expression « ce qui se passe à Vegas, reste à Vegas ». Officiellement diffusé sur les radios américaines le 21 avril 2009, il est devenu l'un des premiers succès de Perry, recevant des critiques positives et se classant parmi les meilleurs dans plusieurs pays.

## Thème
« Waking Up in Vegas » est une chanson pop-rock qui explore avec humour les conséquences d'une soirée endiablée à Las Vegas. Les paroles décrivent un couple qui se marie sur un coup de tête après une nuit de fête et de jeu, pour se réveiller le lendemain et affronter les conséquences,,. La chanson joue sur l'idée d'insouciance et de perte de contrôle, Las Vegas servant de toile de fond idéale au thème de la spontanéité et de l'insouciance.
Katy Perry a expliqué que la chanson s'inspirait d'un véritable voyage à Las Vegas et visait à capturer le « plaisir et la folie » que la ville encourage. Elle a déclaré : « Ça parle d'avoir des ennuis avec son meilleur ami, son petit ami ou sa petite amie – c'est Very Bad Trip en chanson. »
Les critiques ont souligné le ton enjoué et le refrain entraînant du morceau. Billboard l'a décrit comme un « hymne léger, prêt pour la radio, sur les décisions impulsives et le chaos glamour ».

## Liste des titres
UK Digital EP
1. "Waking Up in Vegas (Radio Edit)" 3:22
2. "Waking Up in Vegas (Manhattan Clique Remix Edit) 3:50
3. "Waking Up in Vegas (Calvin Harris Radio Edit) 3:46

Radio Promo CD
1. "Waking Up in Vegas (Radio Edit)" 3:22
2. "Waking Up in Vegas (Radio Edit Instrumental)" 3:22

US Digital Remix EP
1. "Waking Up in Vegas (Calvin Harris Extended Remix)" 5:34
2. "Waking Up in Vegas (Jason Nevins Electrotec Club Mix)" 6:41
3. "Waking Up in Vegas (Jason Nevins Electrotec Dub)" 6:02
4. "Waking Up in Vegas (Manhattan Clique Bellagio Remix)" 6:18
5. "Waking Up in Vegas (Manhattan Clique Luxor Dub)" 6:06

## Remixes
| Calvin Harris Mixes - "Waking Up in Vegas" (Calvin Harris Extended Mix) – 5:41 - "Waking Up in Vegas" (Calvin Harris Radio Edit) – 3:43 Jason Nevins Mixes - "Waking Up in Vegas" (Jason Nevins Electrotec Club Mix) – 6:40 - "Waking Up in Vegas" (Jason Nevins Electrotec Dub) – 6:04 - "Waking Up In Vegas" (Jason Nevins Electrotec Edit) – 3:23 | Manhattan Clique Mixes - "Waking Up in Vegas" (Manhattan Clique Bellagio Remix) – 6:22 - "Waking Up in Vegas" (Manhattan Clique Luxor Dub) – 6:08 - "Waking Up In Vegas" (Manhattan Clique Radio Edit) – 3:50 |

## Clip
Le clip a été tourné le 23 mars 2009 par Joseph Kahn à Las Vegas.La première du clip a eu lieu le 28 avril 2009 sur l'Itunes Store des États-Unis, Australie et Royaume-Uni. La première télévisée a eu lieu le même jour sur la chaîne britannique 4Music à 10h00. On peut y voir la chanteuse à Vegas...

## Classements
| Classements (2009)                  | Meilleure position |
| ----------------------------------- | ------------------ |
| Australie (ARIA)                    | 11                 |
| Autriche (Ö3 Austria Top 40)        | 26                 |
| Canada (Hot 100)                    | 2                  |
| Canada (Adult Contemporary)         | 36                 |
| CEI (CIS Airplay (TopHit))          | 149                |
| Allemagne (Media Control AG)        | 33                 |
| Islande (RÚV)                       | 17                 |
| Irlande (Irish Singles Chart)       | 8                  |
| Israël (Media Forest)               | 19                 |
| Italie (FIMI)                       | 45                 |
| Pays-Bas (Nederlandse Top 40)       | 12                 |
| Pays-Bas (Single Top 100)           | 78                 |
| Nouvelle-Zélande (RMNZ)             | 9                  |
| Suède (Sverigetopplistan)           | 32                 |
| Suisse (Schweizer Hitparade)        | 69                 |
| Royaume-Uni (UK Singles Chart)      | 19                 |
| États-Unis (Hot 100)                | 9                  |
| États-Unis (Adult Contemporary)     | 26                 |
| États-Unis (Adult Pop Songs)        | 5                  |
| États-Unis (Dance Club Songs)       | 1                  |
| États-Unis (Dance Singles Sales)    | 8                  |
| États-Unis (Dance/Mix Show Airplay) | 14                 |
| États-Unis (Pop Airplay)            | 1                  |
| États-Unis (Rhythmic Songs)         | 33                 |

## Sortie
| Pays        | Date          | Format                    |
| ----------- | ------------- | ------------------------- |
| Australie   | 23 mars 2009  | Radio                     |
| Australie   | 4 mai 2009    | Téléchargement            |
| États-Unis  | 21 avril 2009 | Radio                     |
| Royaume-Uni | 4 mai 2009    | Téléchargement            |
| Royaume-Uni | 8 juin 2009   | CD single, Digital EP     |
| Brésil      | 11 mai 2009   | Radio                     |
| Europe      | 4 juin 2009   | CD single, Téléchargement |